# Gottex

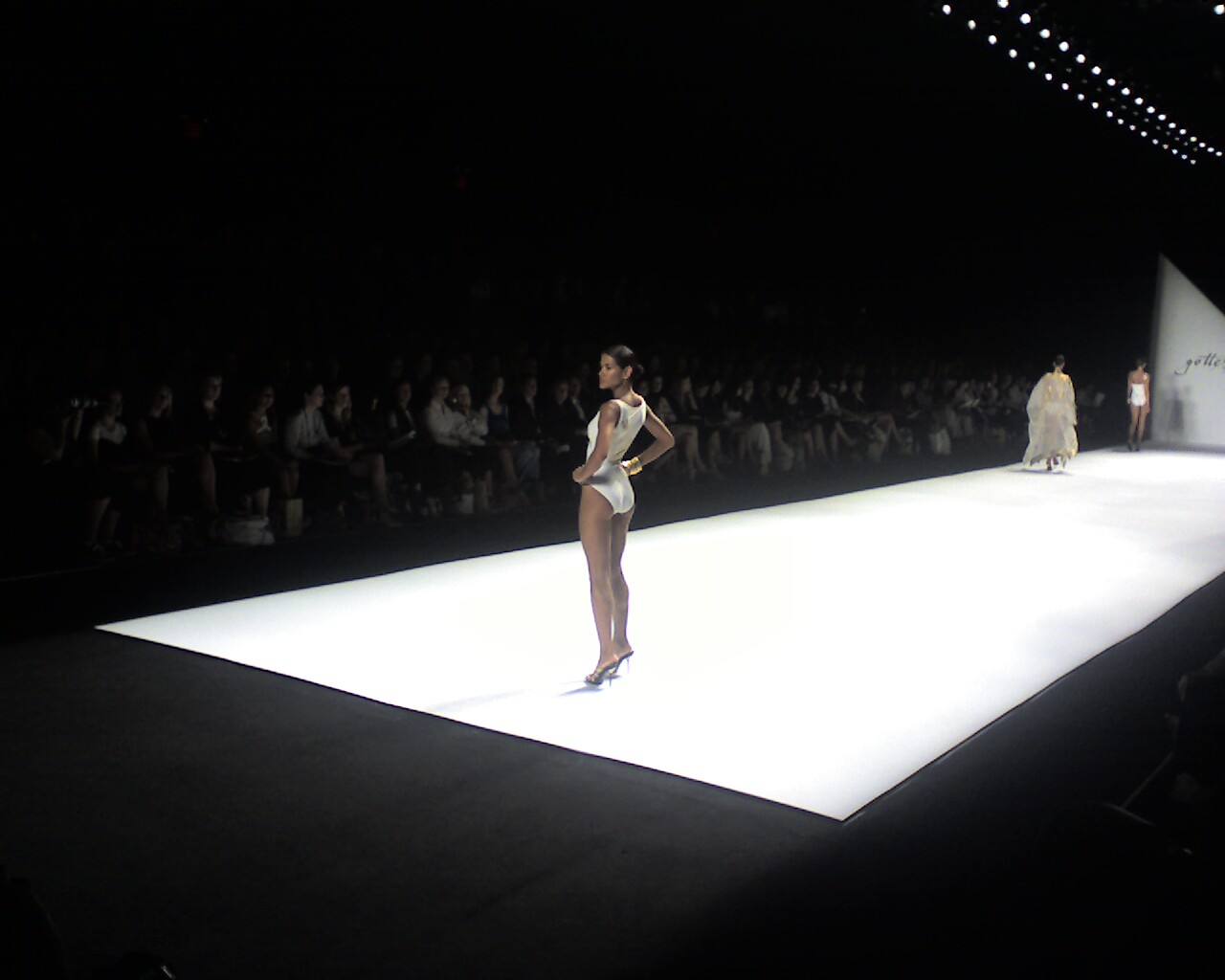
Défilé de la collection printemps 2007.

Gottex est un fabricant israélien de maillot de bain fondé en 1956 par Lea Gottlieb, une immigrante d'origine hongroise. Il est le premier importateur de maillots de bain aux États-Unis.

## Les égéries Gottex à travers le temps
- Christie Brinkley
- Sapir Koffmann
- Luisana Lopilato